# Eucereon drucei
Eucereon drucei là một loài bướm đêm thuộc phân họ Arctiinae, họ Erebidae.